# Ibrahim Youssef
Ibrahim Youssef (àrab: إبراهيم يوسف)  (El Caire, 1 de gener de 1959 - 11 de juliol de 2013) fou un futbolista egipci de la dècada de 1980.
Fou internacional amb la selecció d'Egipte amb la qual participà en els Jocs Olímpics de 1984.
Pel que fa a clubs, destacà a Zamalek SC.